# تل حدية
تل حدية قرية في ناحية الزربة منطقة جبل سمعان في محافظة حلب في سوريا. تقع جنوب مدينة حلب. أقيم على أراضيها المركز الدولي للبحوث الزراعية في المناطق الجافة (إيكاردا).
بلغ تعداد سكانها 4,201 نسمة حسب التعداد السكاني لعام 2004.